# (2526) Alisary
(2526) Alisary (1981 VG; 1931 XO; 1936 RL; 1939 DA; 1953 RB1; 1953 TO; 1959 UO; 1965 UM2; 1975 RJ; 1977 BN; 1988 BJ3) ist ein ungefähr 15 Kilometer großer Asteroid des äußeren Hauptgürtels, der am 19. Mai 1979 vom dänischen Astronomen Richard Martin West am La-Silla-Observatorium auf dem La Silla in La Higuera in Chile (IAU-Code 809) entdeckt wurde.

## Benennung
(2526) Alisary wurde vom Entdecker Richard Martin West nach seinen Eltern, Alice Benedicta (geb. Loethman) West und Harry Richard West, benannt.